# Amanda Michalka
Amanda Joy Michalka, včasih imenovana kot AJ, ameriškagledališka, televizijska in filmska igralka, pevka, tekstopiska, kitaristka ter pianistka, * 10. april 1991,  Torrance, Kalifornija, Združene države Amerike. Preden je postala igralka, je bila tudi fotomodel. Najbolj je prepoznavna kot polovica dueta 78violet (originalno Aly & AJ), v katerem poje skupaj s sestro Alyson "Aly" Michalko.

## Zgodnje življenje
Amanda Joy Michalka se je rodila 10. aprila 1991 v Torranceu, Kalifornija, Združene države Amerike mami Carrie in očetu Marku Michalki, skupaj s starejšo sestro Alyson pa je odrasla v Seattleu, Washington ter Južni Kaliforniji. Njena mama, Carrie, je glasbenica, ki je nastopala s krščansko glasbeno skupino JC Band. Vzgojena je bila v duhu krščanske vere. Klavirja se je Amanda Michalka začela učiti v starosti štiri leta, kitare pa šele od zgodnjih najstniških let. Z igranjem je začela pri sedmih letih, večinoma v raznih gledaliških igrah, ki jih je organizirala cerkev.

## Kariera

### Igranje
Z igranjem je začela pri sedmih letih, večinoma v raznih gledaliških igrah, ki jih je organizirala cerkev, kjer je igrala vse do najstniških let. Preden je vzljubila igranje, je bila tudi fotomodel za razne kataloge.
Prvič se je na malih televizijskih ekranih pojavila pri dvanajstih letih, leta 2002 v televizijskih serijah Passions, za katero je posnela eno epizodo, in Birds of Prey, za katero je posnela dve epizodi. Leta 2003 začne s snemanjem serije Oliver Beene, za katero je do naslednjega leta posnela osem epizod, leta 2004 je začela s snemanjem televizijske serije The Guardian, v kateri se je kot Shannon Gressler pojavila v petnajstih epizodah in jo je snemala vse do leta 2006. Leta 2004 se pojavi tudi v televizijskih serijah General Hospital in Pod rušo, leta 2005 pa v televizijski seriji Disney 411 in filmu Kitty's Dish.
Leta 2006 je skupaj s sestro Alyson igrala v dveh filmih in sicer v Haversham Hall in Kravje počitnice. V filmu Kravje počitnice je dobila vlogo "Courtney Callum", njena sestra pa je igrala "Taylor Callum". Naslednjega leta, torej leta 2007 se je skupaj s sestro pojavila še v filmu Super Sweet 16: The Movie.
Leta 2009 je dobila vlogo v filmu Petra Jacksona z naslovom V mojih nebesih, ki je izšel 15. januarja 2010. Letos (2010) jo bomo lahko videli v filmu Secretariat, kjer bo igrala Kate Chenery (film bo tudi post-producirala).

### Glasba
Amanda Michalka je kot otrok nastopala v raznih gledaliških muzikalih, ki jih je pripravila cerkev in v njih igrala klavir, kitaro in bongo.
Je članica glasbenega dueta 78violet (originalno Aly & AJ) skupaj s svojo starejšo sestro Aly, katerega prvi album, Into the Rush, je izšel 16. avgusta 2005. Naslednjega leta, natančneje v septembru 2006 sta izdali še božični album, ki sta ga poimenovali Acoustic Hearts of Winter. Album je vseboval devet božičnih pesmi. Julija 2007 je izšel še njun tretji glasbeni album, Insomniatic, ki je od prodaje iztržil veliko denarja, singl "Potential Breakup Song" pa se je uvrstil na lestvico dvajsetih najboljših ameriških singlov. Trenutno delata na četrtem albumu, ki naj bi izšel v zgodnjem delu leta 2010.
Skupaj z Alyson Michalko pa je zapela še nekaj soundtrackov in sicer soundtrack "r: "Do you believe in magic" za film, v katerem je glavno vlogo igrala prav njena sestra, Hip, strašni trik in sicer leta 2005. Še istega leta je skupaj s sestro posnela soundtrack za film Ledena princesa z Michelle Trachtenberg in Hayden Panettiere z naslovom No One, leta 2006 pa sta posneli soundtrack "Greatest Time of Year" za film Božiček 3. Leta 2008 sta za film Srednješolski muzikal 3: Zadnji letnik posneli singl "Like Whoa", leta 2009 pa za film Bandslam pesem "Lovesick".

## Zasebno življenje
Amanda Michalka, ki se je v otroštvu šolala doma, je kristjanka in pravi, da ne verjame v evolucijo.
Leta 2006 je Amanda Michalka hodila z Joeom Jonasom, članom skupine Jonas Brothers, kar je sama potrdila tudi prek svojega bloga na MySpaceu. Zveza se sicer ni obnesla in Amanda trenutno hodi s Hunterjem Parrishom.
Je zelo dobra prijateljica z igralci, kot so Mitchell Musso, Miley Cyrus, Christian Serratos, Ashley Tisdale in Emma Roberts.

## Filmografija
| Leto      | Naslov                    | Vloga               | Opombe                             |
| --------- | ------------------------- | ------------------- | ---------------------------------- |
| 2002      | Passions                  | Sheridan's Daughter | 1 epizoda                          |
| 2002      | Birds of Prey             | Mlada Dinah         | 2 epizodi                          |
| 2002–2004 | The Guardian              | Shannon Gressle     | Sezona 2–3 (15 epizod)             |
| 2003–2004 | Oliver Beene              | Bonnie              | Sezona 1–2 (8 epizod)              |
| 2004      | General Hospital          | Ashley B.           | 3 epizode                          |
| 2005      | Kitty's Dish              | Kity                |                                    |
| 2005      | Pod rušo                  | Ashley              | 2 epizodi                          |
| 2005      | Slow Moe                  | Emily Phillips      |                                    |
| 2006      | Kravje počitnice          | Courtney Callum     | Televizijski film (Disney Channel) |
| 2007      | Super Sweet 16: The Movie | Sara Connors        | Televizijski film (MTV Films)      |
| 2009      | V mojih nebesih           | Clarissa            |                                    |
| 2010      | Secretariat               | Kate Chenery        | v snemanju                         |

## Diskografija

### Albumi
- Into the Rush (2005)
- Acoustic Hearts of Winter (2006)
- Insomniatic (2007)
- 78violet (2010)

### Singli
- Rush (2005)
- Do You Believe in Magic (2005)
- No One (2005)
- Walking on Sunshine (2005)
- Never Far Behind (2006)
- Chemicals React (2006)
- Greatest Time of Year (2006)
- Something More (2007)
- Potential Breakup Song (2007)
- Like Whoa (2008)
- The Next Worst Thing (2010)

### Videospoti
| Leto | Naslov                    | Režiser           |
| ---- | ------------------------- | ----------------- |
| 2005 | "Do You Believe in Magic" |                   |
| 2005 | "No One"                  |                   |
| 2005 | "Walking on Sunshine"     |                   |
| 2006 | "Rush"                    | Marc Webb         |
| 2006 | "On the Ride"             |                   |
| 2006 | "Chemicals React"         | Chris Applebaum   |
| 2006 | "Greatest Time of Year"   | Declan Whitebloom |
| 2007 | "Potential Breakup Song"  | Chris Applebaum   |
| 2007 | "Like Whoa"               | Scott Speer       |

### Turneje
- The Cheetah Girls Cheetah-licious Christmas Tour (2005)
- Mini Mall tour (2005)
- Living Room Tour (2006)
- Holiday Season Tour (2006)
- Jingle Jam Tour (2007)
- Best of Both Worlds Tour (2008)
- Mini Summer Tour (2008)